# Cestrum viride
Cestrum viride är en potatisväxtart som beskrevs av Stefano Moricand och Michel Félix Dunal. Cestrum viride ingår i släktet Cestrum och familjen potatisväxter. Inga underarter finns listade i Catalogue of Life.